# Torre Gioia 22
La Torre Gioia 22, soprannominata scheggia di vetro, fa parte del progetto Porta Nuova. Si tratta di un grattacielo alto 121 m posto lungo via Melchiorre Gioia, Milano.
Il grattacielo è la sede della nuova isybank  e delle tre divisioni Private (Fideuram - Intesa Sanpaolo Private Banking), Asset Management (Eurizon), Insurance (Intesa Sanpaolo Vita) e delle rispettive società controllate di Intesa Sanpaolo.

## Storia

### Ideazione e costruzione
Il 16 novembre 2017 COIMA SGR ha presentato il progetto di costruzione del nuovo grattacielo direzionale. La prima fase del progetto consisteva nella liberazione del terreno edificabile con l'abbattimento dell'ex palazzo dell'INPS di Via Melchiorre Gioia 22 avvenuto il 22 marzo 2018. L'edificio, in disuso dal 2012, risaliva al 1961, era costituito da ventuno piani di cui tre interrati e occupava una superficie complessiva di 40000 m². È poi iniziata la fase di bonifica e rimozione di oltre 200 tonnellate di amianto che erano presenti nel palazzo.

## Descrizione
(Gregg Jones)
L’edificio si costituisce di trenta piani (di cui quattro interrati) per una superficie lorda totale di 68432 m² e su un'elevazione di 120 m. Torre Gioia 22 ha ottenuto la certificazione LEED grazie anche un approccio Cradle to Cradle nella scelta dei materiali. Inoltre, la torre possiede oltre 6000 m² di pannelli fotovoltaici che permettono una riduzione di tre quarti del fabbisogno energetico delle altre torri di Porta Nuova. La torre riduce l'emissione di anidride carbonica di 2260 t rispetto all'edificio precedente. Il palazzo è pensato per l’integrazione delle piste ciclabili, delle aree pedonali e delle zone verdi della città. Vi saranno inoltre spazi aperti al pubblico e postazioni per la ricarica delle vetture elettriche.

## Galleria d'immagini

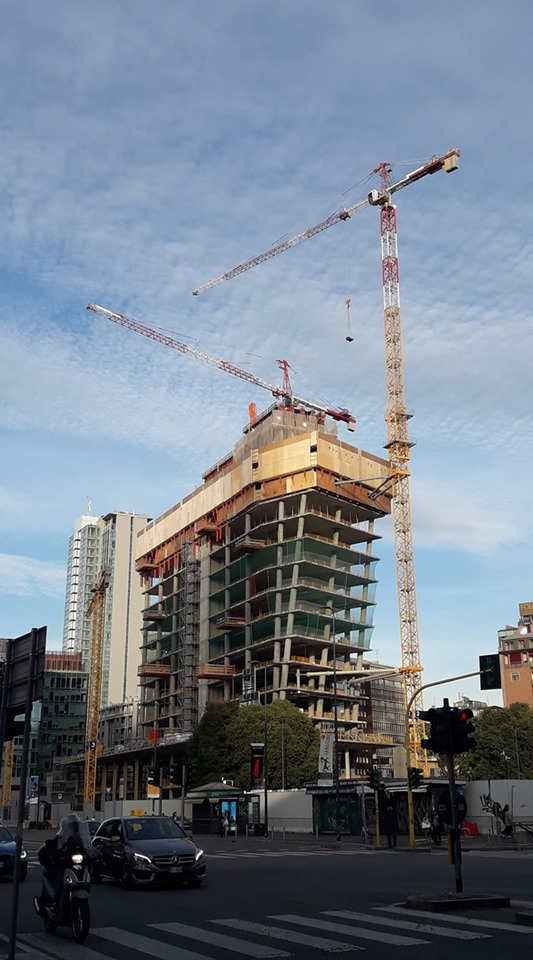
Ottobre 2019
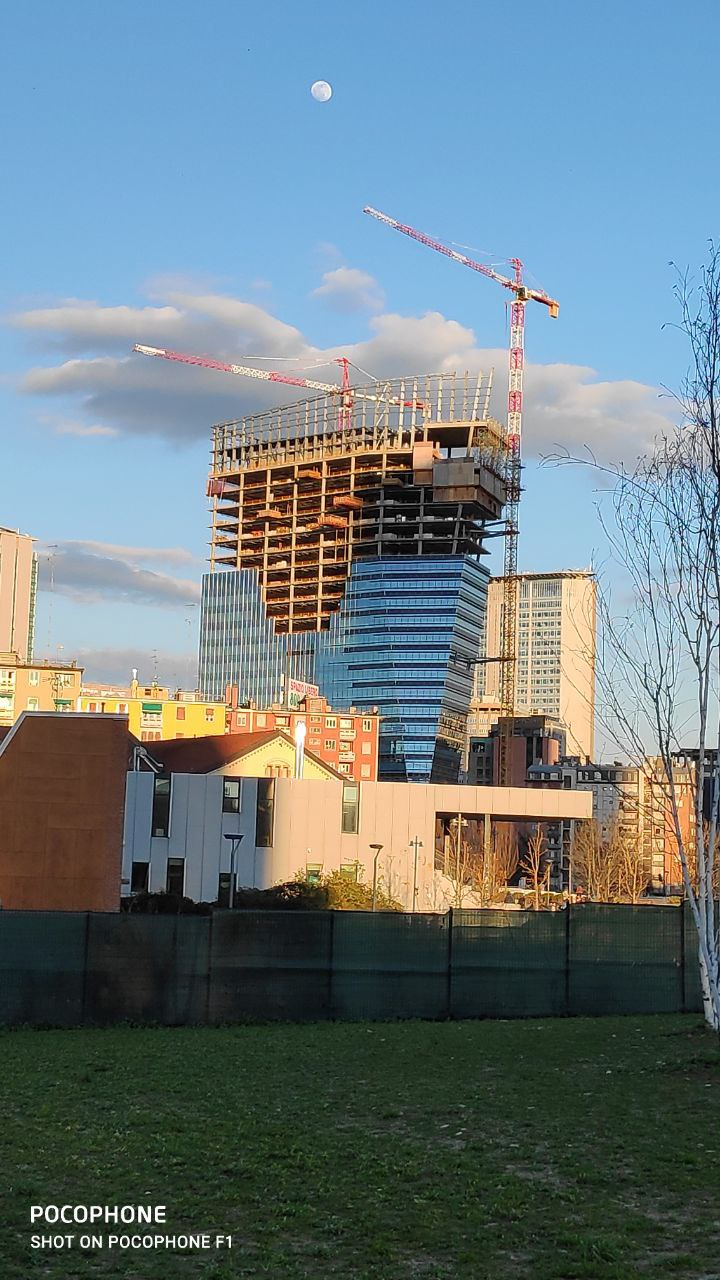
Marzo 2020
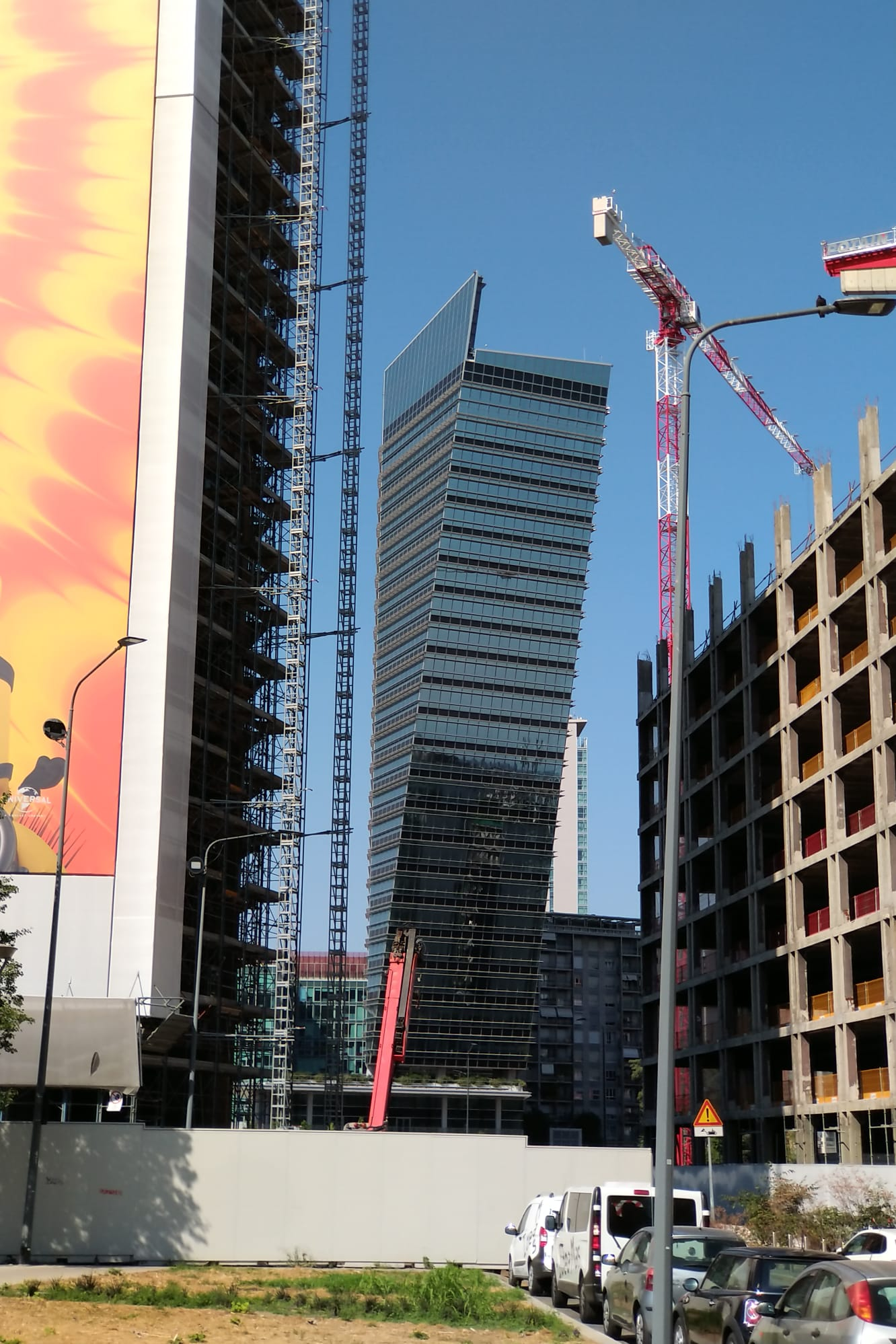
Luglio 2022